# Brunsonia complexipes
Brunsonia complexipes är en mångfotingart som beskrevs av Loomis och Schmitt 1971. Brunsonia complexipes ingår i släktet Brunsonia och familjen Conotylidae. Inga underarter finns listade i Catalogue of Life.